# هارون البسيط
هارون البسيط هو الخليفة في سلسلة القصص المصورة إيزنوغود، التي أنشأها رينيه جوسيني وجان تاباري.

## الشخصية
هارون البسيط رجل سمين في منتصف العمر وسمته الرئيسية هي طبيعته شديدة الانقياد. يمكن أن يُنظر إليه على أنه تجسيد لحاكم خيّر وحميد. لم يظهر أبداً أن لديه أي تعارض مع أي من رعاياه. لهذا السبب، يتمتع بشعبية كبيرة ومحبوب بين شعبه.
اسم هارون البسيط تورية على الخليفة التاريخي هارون الرشيد. والبسيط هو تعبير عن طبيعته الهادئة.
كل ما يهتم به هارون البسيط هو الأكل والنوم والاستمتاع بالكسل. يقضي معظم وقته نائماً، ولا يستيقظ إلا عندما يحين وقت تناول الطعام، أو عندما يظهر له أحد الخدم شيئاً غربياً فاخراً أو عندما يبدو أن وزيره الأعظم إيزنوغود (البطل الحقيقي) يدعوه إلى نوع من النشاط الجديد، والذي يتحول دائماً ليكون فخّاً لمؤامرة التخلص منه وانتخاب إيزنوغود خليفة بدلاً منه.
المؤامرات لا تنجح أبداً، ولا يزال هارون البسيط غافلاً عنها تماماً، واثقاً من أن إيزنوغود يحبه ولا يريد سوى الأفضل له، وغالباً ما يطلق عليه «إيزنوغود الطيب». يتبين أن الجميع في بغداد، باستثناء الخليفة، يعلم أن إيزنوغود غير جيد تجاه هارون.
خلافة هارون البسيط هي في الواقع ملكية انتخابية، مع إجراء انتخابات للخليفة الجديد كل عشر سنوات. ومع ذلك نظراً لأن الخليفة الحالي هو الوحيد الذي يحق له التصويت، فإن كل الانتخابات لها نفس النتيجة دائماً.
لهارون البسيط ثلاثة أشقاء: ديورون البسيط وترورون البسيط وكاترون البسيط (كل مقطع من المقاطع قبل «رون» هو رقم فرنسي ينتقل من اثنين إلى أربعة)، واجههم إيزنوغود في ألبوم "Enfin Calife!" («الخليفة في النهاية!»).

## تاريخ النشر
ظهرت الشخصية لأول مرة في مجلة Record للقصص المصورة الفرنسية البلجيكية في 15 يناير/كانون الثاني 1962. بعد أربع سنوات، انتقلت القصة إلى مجلة Goscinny's Pilote في عام 1968. في البداية تمت تسمية سلسلة إيزنوغود ب (مغامرات الخليفة هارون البسيط)، ولكن تقرر في النهاية أن هارون البسيط كان شخصية أضعف من أن تكون الشخصية المحورية في القصة المصورة. ثم انتقل العنوان إلى إيزنوغود، رغم أنه الشرير في القصة.